# Red Morris, 4. Baron Killanin
George Redmond Fitzpatrick Morris, 4. Baron Killanin (* 26. Januar 1947 in Sligo, Irland) ist ein anglo-irischer Adliger und Filmproduzent.

## Leben
Morris ist der älteste Sohn des früheren IOC-Präsidenten Michael Morris, 3. Baron Killanin. Er besuchte das Gonzaga College, Dublin, das Ampleforth College und studierte an der Universität Dublin.
In den 1970er Jahren arbeitete Morris als Assistant Director, bevor er Produktionsleiter von Filmen wie Der Kontrakt des Zeichners oder Gorky Park wurde. Danach übernahm er die Aufgabe des Produzenten in einer Reihe bekannter Filme, zuletzt in Der Vorleser, der unter anderem auch in der Kategorie Bester Film für den Oscar nominiert war.
In den Filmen führt er in der Regel den Namen Redmond Morris.

## Filmografie
Als Produzent
- 1991: The Miracle
- 1993: Splitting Hairs
- 1996: Michael Collins
- 1998: The Butcher Boy
- 2001: Das Halsband der Königin (The Affair of the Necklace)
- 2003: The Actors
- 2006: The Wind That Shakes the Barley
- 2006: Tagebuch eines Skandals (Notes on a Scandal)
- 2008: Der Vorleser